# 長世吉

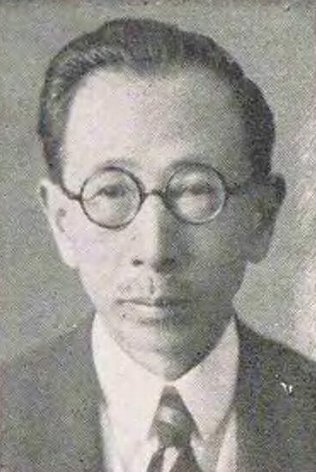
長世吉

長 世吉（ちょう つぎよし、1884年（明治17年）2月12日 - 1963年（昭和38年）10月8日）は、貴族院書記官長、貴族院勅選議員。

## 経歴
大分県出身。父は漢学者で書家の長三洲、兄は歴史学者の長寿吉。1914年（大正3年）に京都帝国大学法科大学政治科を卒業した。京都府属、同久世郡長を経て、貴族院書記官となり、内務参事官、法制局参事官、臨時議院建築局事務官、同書記官、大蔵省営繕管財局書記官を兼ねた。貴族院庶務課長を経て、1931年（昭和6年）に貴族院書記官長に就任し、営繕管財局参与も兼ねた。
退官後の1938年（昭和13年）4月2日に貴族院議員に勅選され、1947年（昭和22年）5月2日の貴族院廃止まで在任した。墓所は多磨霊園。

## 栄典
- 1940年（昭和15年）11月10日 - 紀元二千六百年祝典記念章[6]